# اندیس آنومالی کراه ۱
آنومالی کراه ۱ یک اندیس فلزی است که در حوالی شهر سبزواران استان کرمان قرار دارد و مادهٔ معدنی موجود در آن، طلا است.سنگ میزبان این اندیس گرانودیوریت تا کوارتز دیوریت است  